# 御畳瀬
御畳瀬（みませ）は、高知県高知市の町名。住居表示は未実施で、郵便番号は781-0261（高知中央郵便局管区）。本項ではかつて同区域に存在した吾川郡御畳瀬村（みませむら）についても記す。

## 地理
高知市の南西部、浦戸湾に面した漁業集落である。西で長浜と接する。路地1本とトンネル1本で長浜と、南端の梶ヶ浦渡場から渡船で対岸の種崎と結ばれている。

### 海洋
- 浦戸湾

## 歴史
- 幕末 - 吾川郡御畳瀬村が存在。「旧高旧領取調帳」の記載によると高知藩領。
- 明治4年7月14日（1871年8月29日） - 廃藩置県により高知県の管轄となる。
- 1889年（明治22年）4月1日 - 町村制の施行により、近世以来の御畳瀬村が単独で自治体を形成。
- 1942年（昭和17年）6月1日 - 高知市に編入。同日御畳瀬村廃止。同市御畳瀬となる。

## 交通

### 航路
- 高知県営渡船
  - 梶ヶ浦渡船場 - 種崎渡船場

## 施設
- 御畳瀬ふれあいセンター
- 西法寺
- 天満宮
- 正八幡宮
- 厳島神社